# Oryzinae
Oryzinae Griseb., 1853 è una sottotribù di piante erbacee angiosperme monocotiledoni appartenenti alla famiglia Poaceae (sottofamiglia Ehrhartoideae, tribù Oryzeae).

## Etimologia
Il nome della sottotribù deriva dal suo genere tipo Oryza L., antica parola greca e latina per le piante di riso (il nome proviene anche dall'arabo "eruz"). Il nome scientifico della sottotribù è stato definito dal botanico germanico August Heinrich Rudolf Grisebach (Hannover, 1814 - Göttingen, 1879) nella pubblicazione "Flora Rossica sive Enumeratio Plantarum in Totius Imperii Rossici Provinciis Europaeis, Asiaticis, et Americanis Hucusque Observatarum. Stuttgartiae - 4: 465. Jun 1853" del 1853.

## Descrizione

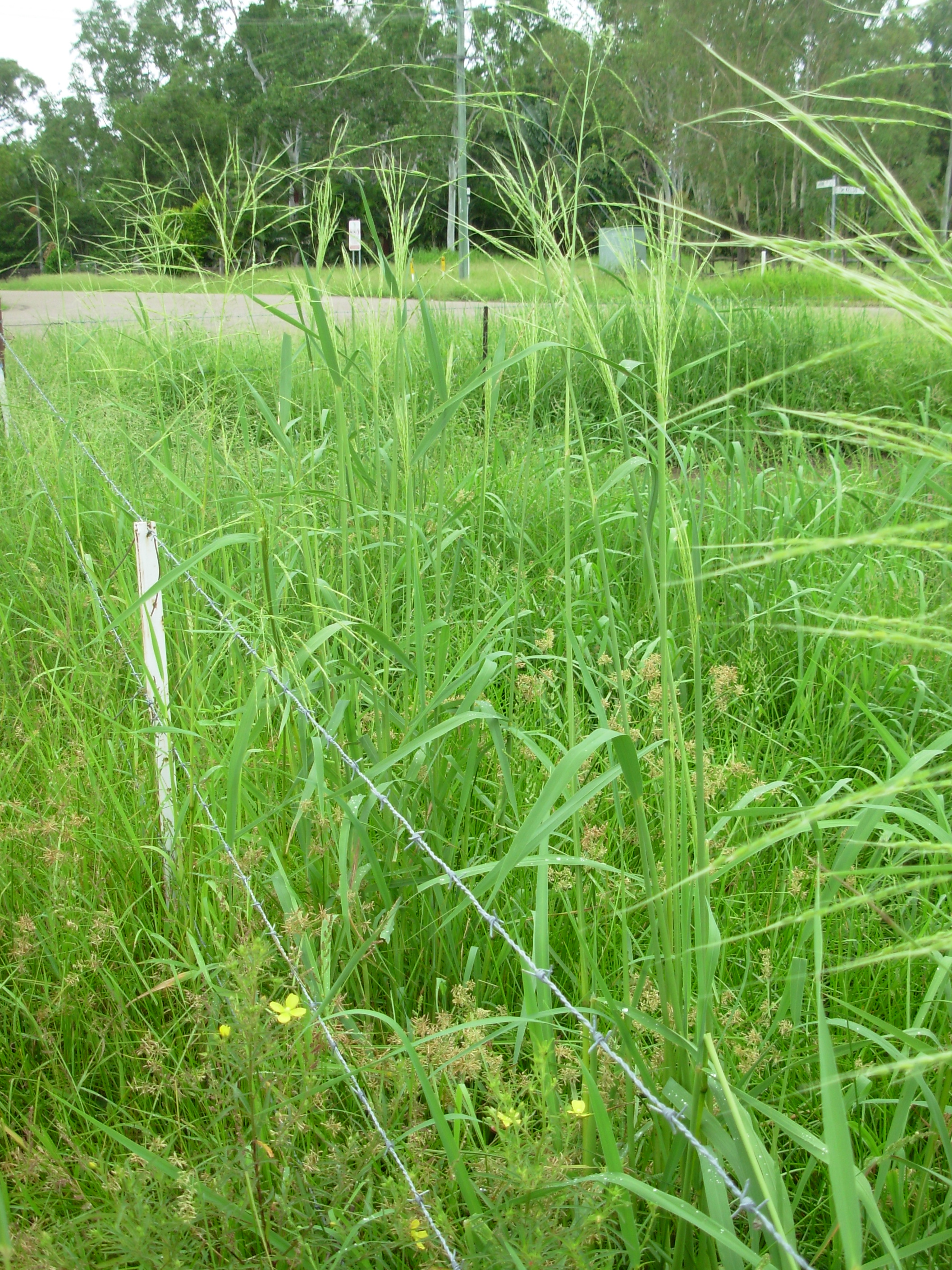
Il portamento
Oryza australensis

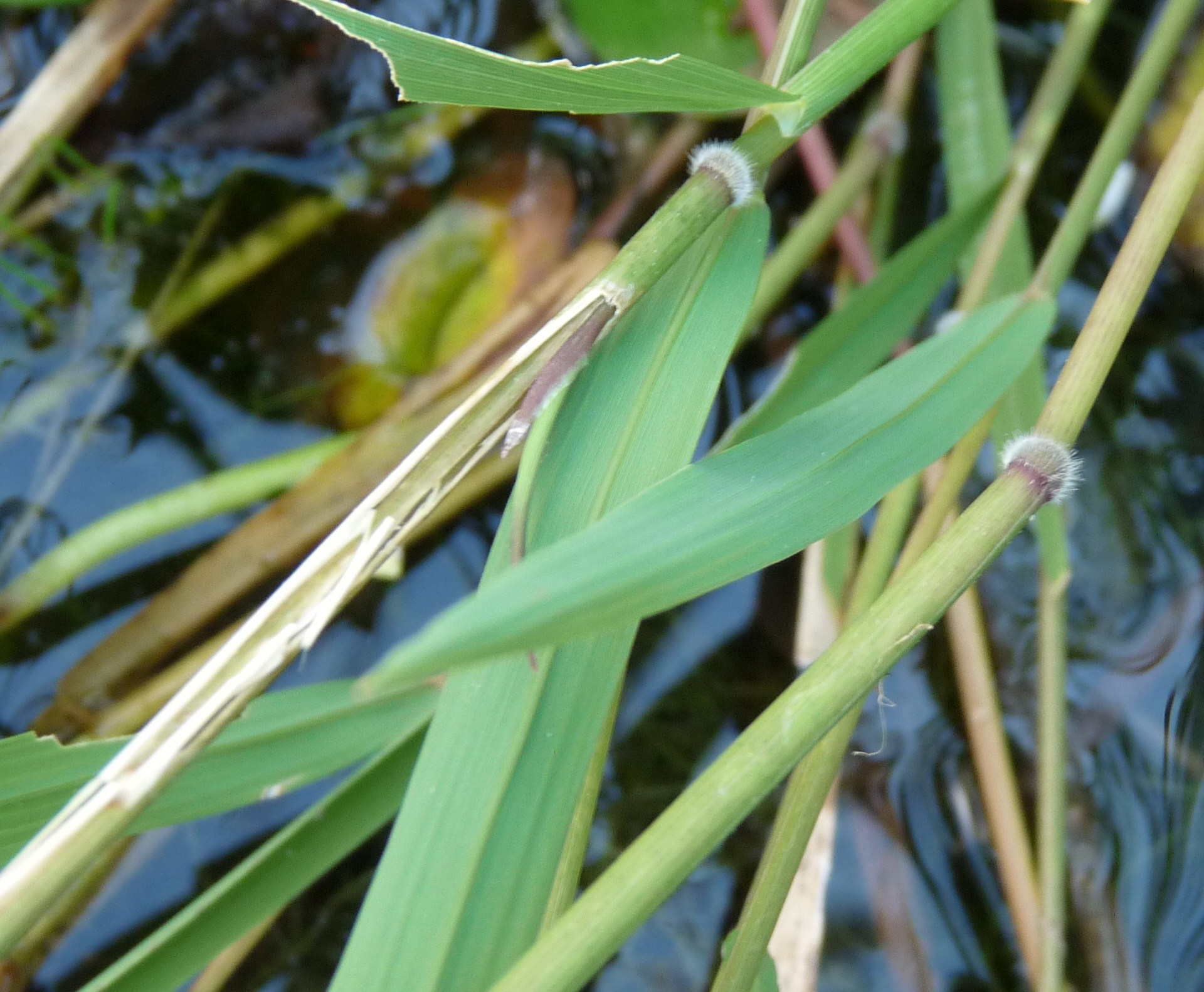
Le foglie
Leersia japonica

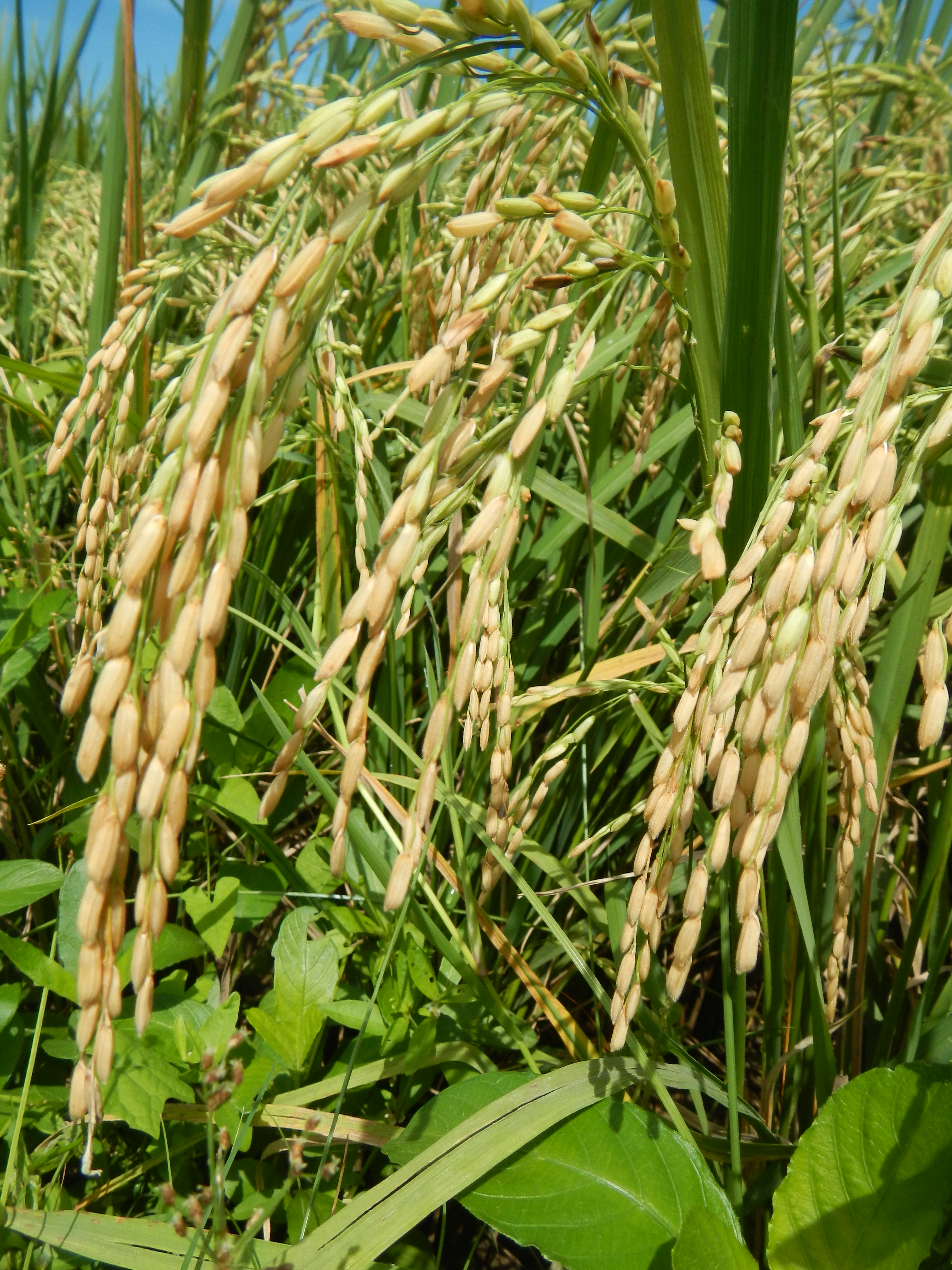
Infiorescenza
Oryza sativa

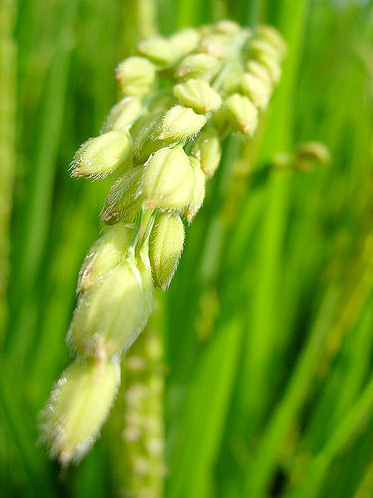
Le spighette
Oryza sativa

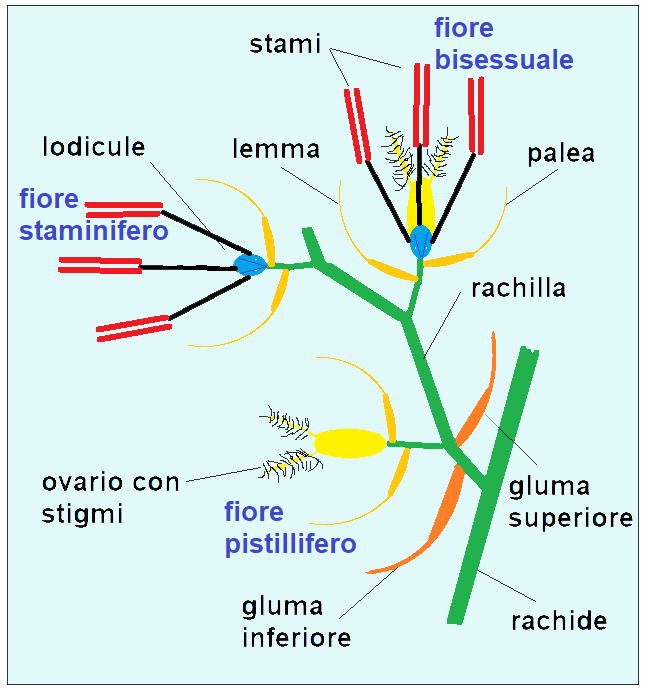
Spighetta generica con tre fiori diversi

### Portamento
Il portamento delle specie di questa sottotribù è erbaceo annuale o perenne rizomatoso.  Altezza massima 180 cm. Alcune specie sono stolonifere. Sono presenti anche portamenti acquatici. Le radici in genere sono del tipo fascicolato. I nodi dei culmi hanno una consistenza da spugnosa a solida.

### Foglie
Le foglie lungo il culmo sono alterne e distiche. Sono composte da una guaina (per lo più liscia e glabra), una ligula (membranosa a volte cigliata) e una lamina. La lamina delle foglie è relativamente ampia con delle forme da ellittiche a lanceolate con apice acuminato; la superficie può essere scabrosa. Le foglie a volte possono presentarsi con o senza padiglioni auricolari; con o senza uno pseudo-picciolo. Le venature sono parallelinervie (quelle trasversali possono essere visibili o assenti). Nel mesofillo mancano le cellule fusiformi ad eccezione del genere Maltebrunia. Il sistema vascolare della nervatura centrale comprende almeno due spessi fasci vascolari, con altri fasci posti adassialmente e abassialmente. Nelle foglie sono presenti dei corpi di silice o fitoliti che hanno la funzione di aumentare la rigidità e resistenza delle foglie. In Prosphytochloa] l'apice delle foglie distali si estende in un lungo viticcio.

### Fiori
- Infiorescenza principale (sinfiorescenza o semplicemente spiga): le infiorescenze, ramificate (i rami laterali sono angolati), hanno la forma di una pannocchia  aperta, a volta a forma di un racemo. Raramente l'infiorescenza è formata da una sola spighetta.
- Infiorescenza secondaria (o spighetta): le spighette pedicellate sono composte da un solo fiore fertile distale, mentre sono presenti in posizione prossimale da nessuno a due fiori sterili ridotti a lemmi sterili e vuoti. Le spighette sono lateralmente compresse. La rachilla non è prolungata. La disarticolazione è sotto i fiori fertili (sopra le glume, ma non tra i fiori anche se sterili). Le glume possono essere assenti o ridotte. I lemmi fertili sono asimmetrici, cigliati, più o meno chiusi e coriacei o membranosi. La palea sterile è assente. In Oryza le cellule epidermiche del lemma e della palea producono escrescenze tubercolari.
- I fiori fertili sono attinomorfi formati da 3 verticilli: perianzio ridotto, androceo e gineceo (assente nei fiori sterili). Alla base del fiore sono presenti due brattee: la palea e il lemma.
- Formula fiorale:[5]

- , P 2, A (1-)3(-6), G (2–3) supero, cariosside.

- Il perianzio è ridotto e formato da due lodicule, delle squame, poco visibili (forse relitto di un verticillo di 3 sepali).
- L'androceo è composto da 1, 2, 3 o 6 stami ognuno con un breve filamento, una antera e due teche. Le antere sono basifisse con deiscenza laterale. Il polline è monoporato.
- Il gineceo è composto da 3-(2) carpelli connati formanti un ovario supero. L'ovario, glabro o pubescente ha un solo loculo con un solo ovulo subapicale (o quasi basale). L'ovulo è anfitropo e semianatropo e tenuinucellato o crassinucellato. Lo stilo è unico con due stigmi papillosi.

### Frutti
I frutti sono del tipo cariosside, ossia sono dei piccoli chicchi indeiscenti nel quale il pericarpo è formato da una sottile parete che circonda il singolo seme. In particolare il pericarpo è fuso al seme e aderente. L'endosperma è duro e l'ilo è lungo e lineare. L'embrione è provvisto di epibalsto. I margini embrionali della foglia si sovrappongono. La fessura scutellare è assente.

## Biologia
In generale nelle erbe delle Poaceae la fecondazione avviene fondamentalmente tramite l'impollinazione dei fiori per via  anemogama. Gli stigmi piumosi sono una caratteristica importante per catturare meglio il polline aereo. In questo gruppo sono presenti anche fiori cleistogamici per cui è possibile l'autoimpollinazione.
I semi cadendo a terra, dopo aver eventualmente percorso alcuni metri a causa del vento (dispersione anemocora) sono dispersi soprattutto da insetti tipo formiche (mirmecoria).

## Distribuzione e habitat
La sottotribù ha una distribuzione cosmopolita, in prevalenza africana e asiatica, in habitat caldi.
| Genere         | Distribuzione                                                   |
| -------------- | --------------------------------------------------------------- |
| Leersia        | Cosmopolita. Aree tropicali e temperate calde                   |
| Maltebrunia    | Gabon, Tanzania e Madagascar                                    |
| Oryza          | Cosmopolita. Aree tropicali e subtropicali                      |
| Prosphytochloa | Una specie (Prosphytochloa prehensills), endemica del Sudafrica |

## Tassonomia
La famiglia delle Poacee comprende circa 800 generi e oltre 9.000 specie. È una delle famiglie più numerose e più importanti del gruppo delle monocotiledoni. La famiglia è suddivisa in 12 sottofamiglie, la sottotribù Oryzinae fa parte della sottofamiglia Ehrhartoideae e della tribù Oryzeae.

### Generi
La sottotribù si compone di 4 generi e 42 specie:
- Leersia Sw. (18 specie)
- Maltebrunia Kunth (4 spp.)
- Oryza L. (19 spp.)
- Prosphytochloa Schweick. (1 sp.)

### Specie presenti sul territorio italiano
Di questa sottotribù solamente tre specie, qui sotto brevemente descritte, sono presenti sul territorio italiano.
- Leersia oryzoides (L.) Swartz, 1788 - Riso selvatico: l'altezza varia da 3 a 20 dm; il ciclo biologico è perenne; la forma biologica è geofita rizomatosa (G rhiz); il tipo corologico è Subcosmopolita; l'habitat tipico sono le rive dei fossi, i canali, gli stagni e le risaie; la distribuzione sul territorio italiano è relativa al Nord-Centro fino ad una altitudine di 300 m s.l.m..

- Oryza sativa L., 1753 - Riso: l'altezza varia da 7 a 15 dm; il ciclo biologico è annuo; la forma biologica è terofita scaposa (T scap);  il tipo corologico è Sud est asiatico; l'habitat tipico sono i campi inondati con acqua stagnante; la distribuzione sul territorio italiano è relativa al Nord (soprattutto la Pianura Padana occidentale) fino ad una altitudine di 300 m s.l.m..

- Oryza rufipogon Griff., 1851: in Italia è considerata esotica coltivata.

### Filogenesi
Nell'ambito della tribù Oryzeae la sottotribù Oryzinae occupa una posizione vicina al "core" del gruppo e comunque è "gruppo fratello" dell'altra sottotribù (Zizaniinae). All'interno della sottotribù il genere Oryza è il più recente (da un punto di vista evolutivo). Tutti questi cladi sono monofiletici e ben supportati.
Per questa sottotribù non sono stati trovati caratteri diagnostici evidenti.
Le sinapomorfie per i generi sono:
- Leersia: la perdita dei lemmi sterili;
- Maltebrunia: (1) alla base delle foglie è presente uno pseudo-picciolo; (2) i margini del lemma stringono la palea;
- Oryza: le cellule epidermiche del lemma e della palea producono escrescenze tubercolari;
- Prosphytochloa: l'apice delle foglie distali si estende in un lungo viticcio.

I numeri cromosomici delle specie di questa sottotribù sono: 2n = 24, 48 e 60.
Il cladogramma sottostante mostra l'attuale conoscenza filogenetica della sottotribù e livelli superiori.
|  | \| \| Leersia \| \| \| \| \| \| Prosphytochloa \| \| \| \| |
|  |                                                            |
|  | Oryza                                                      |
|  |                                                            |
|  | Leersia                                                    |
|  |                                                            |
|  | Prosphytochloa                                             |
|  |                                                            |

|  | Leersia        |
|  |                |
|  | Prosphytochloa |
|  |                |

|  | \| \| Leersia \| \| \| \| \| \| Prosphytochloa \| \| \| \| |
|  |                                                            |
|  | Oryza                                                      |
|  |                                                            |
|  | Leersia                                                    |
|  |                                                            |
|  | Prosphytochloa                                             |
|  |                                                            |

|  | Leersia        |
|  |                |
|  | Prosphytochloa |
|  |                |